# Altena (Rhénanie-du-Nord-Westphalie)
Pour les articles homonymes, voir Altena.
Altena est une ville allemande située en Rhénanie-du-Nord-Westphalie, dans l'arrondissement de La Marck.
Elle est arrosée par la Lenne (affluent de la Ruhr).

## Histoire
| Appartenances historiques Comté de Berg 1101-1161 Comté d'Altena 1161-1262 Comté de La Marck 1262-1807 Grand-duché de Berg 1807-1813 Royaume de Prusse (Province de Westphalie) 1815-1918 République de Weimar 1918-1933 Reich allemand 1933-1945 Allemagne occupée 1945-1949 Allemagne 1949-présent |

En 1262, Adolf Altena Marck hérite des biens de son cousin Frederik comte d'Altena-Isenberg, meurtrier de l'archevêque de Cologne.
En 1609, le château est le siège de la garnison du Brandenbourg-Prusse.
Le château est reconstruit entre 1907 et 1915, dans lequel est alors installée la première auberge de jeunesse par Richard Schirrmann.

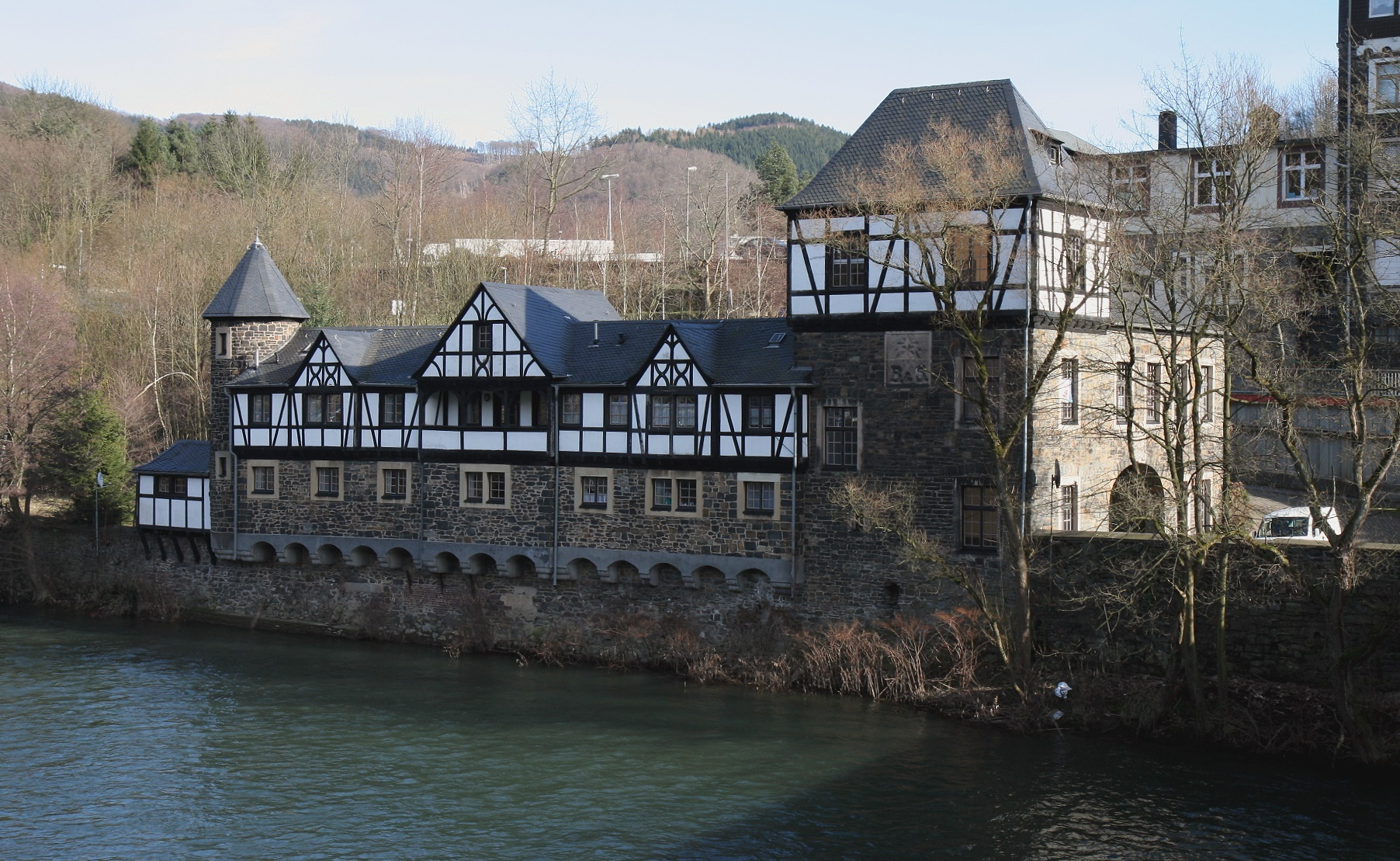
Basse & Selve, ancienne usine de moteurs à Altena

## Personnalités liées à la ville
- Heinrich Wilhelm von Holtzbrinck (1809-1877), homme politique né à Altena.
- Fritz Berg (1901-1979), entrepreneur né à Altena.
- Hermann Berg (1905-1982), homme politique né à Altena.
- Udo Fiebig (1935-), homme politique né à Altena.

## Jumelages
La ville de Altena est jumelée avec :
- Péronne (Somme) (France) depuis le 2 avril 1967
- Blackburn (Royaume-Uni) depuis 1971
- Pinsk (Biélorussie) depuis 1989